# Plectrelminthus
Plectrelminthus é um género botânico pertencente à família das orquídeas (Orchidaceae).